# Polyosma fasciculata
Polyosma fasciculata är en tvåhjärtbladig växtart som beskrevs av Ridley. Polyosma fasciculata ingår i släktet Polyosma och familjen Escalloniaceae. Inga underarter finns listade i Catalogue of Life.